# 瑪麗·艾蕾諾爾 (黑森-羅滕堡)
瑪麗·艾蕾諾爾（德語：Marie Eleonore，1675年2月25日—1720年1月27日），黑森-羅滕堡伯爵威廉一世的女兒。

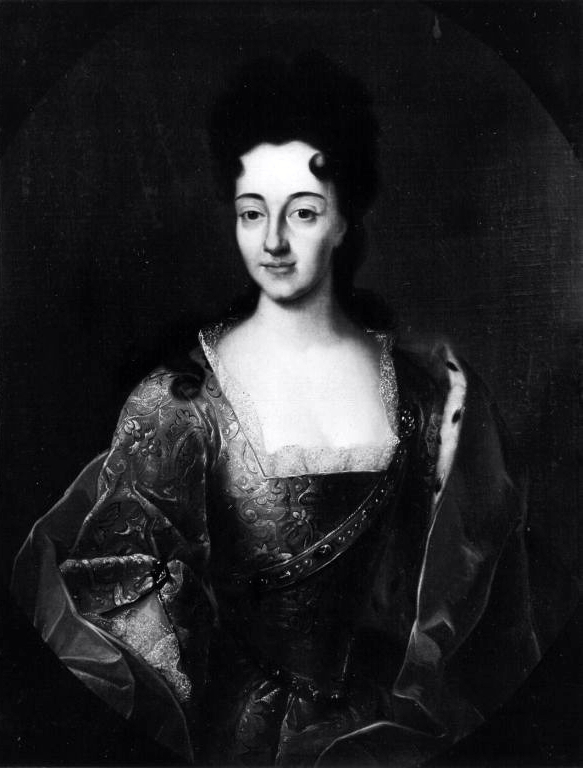

## 家庭
1692年，瑪麗·艾蕾諾爾和蘇爾茨巴赫伯爵特奧多爾·歐斯塔赫結婚，兩人共有2子4女：
1. 瑪麗亞·安娜（1693年—1762年）
2. 約瑟夫·卡爾（1694年—1729年）
3. 法蘭西絲卡·克莉絲汀（1696年—1776年）
4. 恩尼絲汀·特奧多拉（1697年—1775年）
5. 約翰·克里斯蒂安（1700年—1733年）
6. 安娜·克莉絲汀（1704年—1723年）